# برايان ميرفي
برايان ميرفي (بالإنجليزية: Brian Murphy)‏ (7 مايو 1983 وترفورد جمهورية أيرلندا - ) هو لاعب كرة قدم أيرلندي يلعب كحارس مرمى.

## روابط خارجية
- برايان ميرفي على موقع قاعدة بيانات كرة القدم.إي يو (الإنجليزية)
- برايان ميرفي على موقع Soccerbase.com (لاعب) (الإنجليزية)
- برايان ميرفي على موقع AS.com (الإسبانية)